# كأس الاتحاد الأسترالي 2019
كأس الاتحاد الأسترالي 2019 (بالإنجليزية: 2019 FFA Cup)‏ هو الموسم 6 من كأس الاتحاد الأسترالي. أقيم خلال الفترة 10 فبراير 2019 وحتى 23 أكتوبر 2019، وأشرف على تنظيمه اتحاد أستراليا لكرة القدم، وكان عدد الأندية المشاركة فيه 736، وفاز فيه نادي أديلايد يونايتد.